# 龙游南站
龙游南站位于浙江省衢州市龙游县庙下乡庙下村，距离县城20公里，是衢宁铁路上的车站。车站由上海局集团金华车务段管辖，为办理客运业务的中间站，主要服务庙下乡和溪口镇。

## 车站结构
龙游南站站房面积3496平方米，外立面设计以“山水似墨、秀美龙游”为主题。车站另外驻有维修工区等单位。